# Плотина Глено
Плотина Глено — многоарочная контрфорсная плотина на реке Глено в долине Скальве, на севере провинции Бергамо, Италия. Плотина была построена в 1916-23 годах для производства гидроэлектроэнергии. Через сорок дней после заполнения водохранилища, 1 декабря 1923 года, средина плотины обрушилась, что вызвало масштабное наводнение, в результате которого погибло не менее 356 человек.

## Строительство
Плотина была спроектирована и построена компанией Вигано. Заявка на строительство была подана в 1907, строительство началось в 1916 году. В 1920 году было заложено основание. В сентябре того же года местные власти предупредили о том, что подрядчики использовали нецелевой цементный раствор. В 1921 году из-за отсутствия финансирования проект плотины был изменён с гравитационной на арочно-гравитационную. Пересмотренный проект одобрили: многоарочная плотина встала на основании гравитационного фундамента плотины.
К январю 1923 года плотина была закончена на 80%, а к 23 октября была завершена полностью. После проливных дождей заполнилось водохранилище. Установленная мощность электростанции составляла 3728 кВт (3,7 МВт).

## Катастрофа

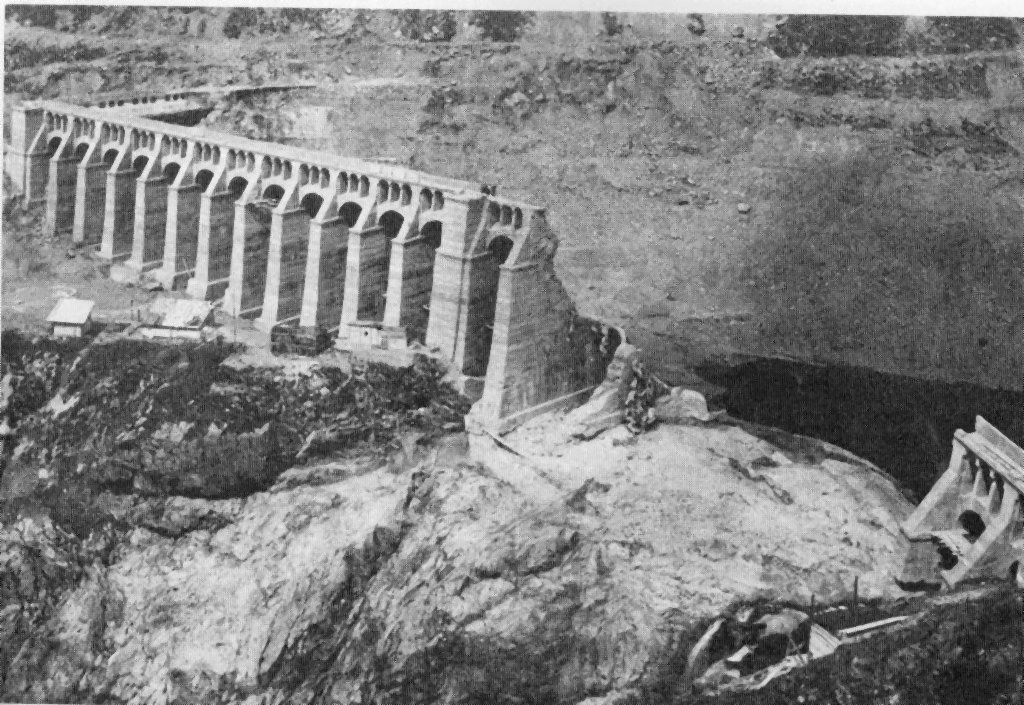
Плотина после прорыва, видна обрушившаяся секция

1 декабря 1923 года в 6:30 утра контрфорс дамбы треснул и обрушился. В течение нескольких минут около 4500000 м³ воды хлынуло из водохранилища на высоте 1535 м вниз в долину. Первой была затоплена деревня Буэджо, за ней последовало частичное затопление Деццо, части муниципалитета Аццоне, полное затопление Деццо, фракции Колере и Корна-ди-Дарфо. Вода остановилась, когда достигла озера Изео, расположенного на высоте  186 м над уровнем моря. В результате катастрофы погибли не менее 356 человек.